# Marin Sanudo il Giovane
Marino Sanuto conosciuto anche con il nome di Marin Sanudo il Giovane (Venezia, 22 maggio 1466 – Venezia, 4 aprile 1536) è stato uno storico e politico italiano di origini veneziane, attivo come diarista e cronista a cavallo tra il XV e il XVI secolo.

## Biografia

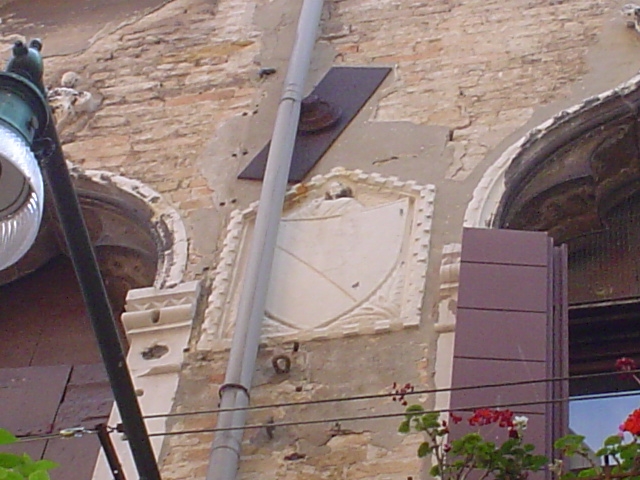
Stemma presente su Palazzo Sanudo

### Formazione
Nacque a Venezia nella parrocchia di San Giacomo da l'Orio dall'illustre casato dei Sanudo. I Sanudo erano una famiglia di origine longobarda, risalente al nono secolo come i Candiani, che secondo molti storici e come afferma lo stesso Marin nelle Vite dei Dogi erano la medesima famiglia, probabilmente rifugiatasi nella pianura veneta a seguito della conquista dei Franchi. La sua famiglia possedeva il palazzo Sanudo sul Canal grande, quello che poi diverrà il fondaco dei Turchi e che oggi ospita il museo di storia naturale della città lagunare.
Il padre, senatore della repubblica di Venezia, era Leonardo Sanudo, e morì nel 1476 mentre era a Roma quale oratore della Repubblica, lasciando il giovane Marin all'età di dieci anni. Il ragazzo venne cresciuto dalla madre, con l'aiuto degli zii.
Compose il suo primo lavoro all'età di quindici anni nel 1481, il Memorabilia Deorum Dearumque opera, in latino, dedicata allo zio, che conosciamo attraverso la stessa citazione dell'autore nella sua Storia sulla guerra di Ferrara. Il giovane Marin nel 1483 accompagnò il cugino Mario, nominato come uno dei tre sindici inquisitori, in una spedizione nella terraferma veneziana da Bergamo ad Albona in Istria, dopo che la Repubblica aveva istituito questo ufficio nelle terre conquistate. Marin Sanudo colse l'occasione per documentare questo viaggio nel suo diario, dal quale poi produrrà l'opera Itinerario per la terraferma veneziana.
In questo viaggio, compiuto all'età di diciotto anni, il giovane Sanudo ebbe anche le sue prime esperienze amorose, lasciandone una delle opere più alte dei suoi componimenti in campo amoroso.

### L'attività politica

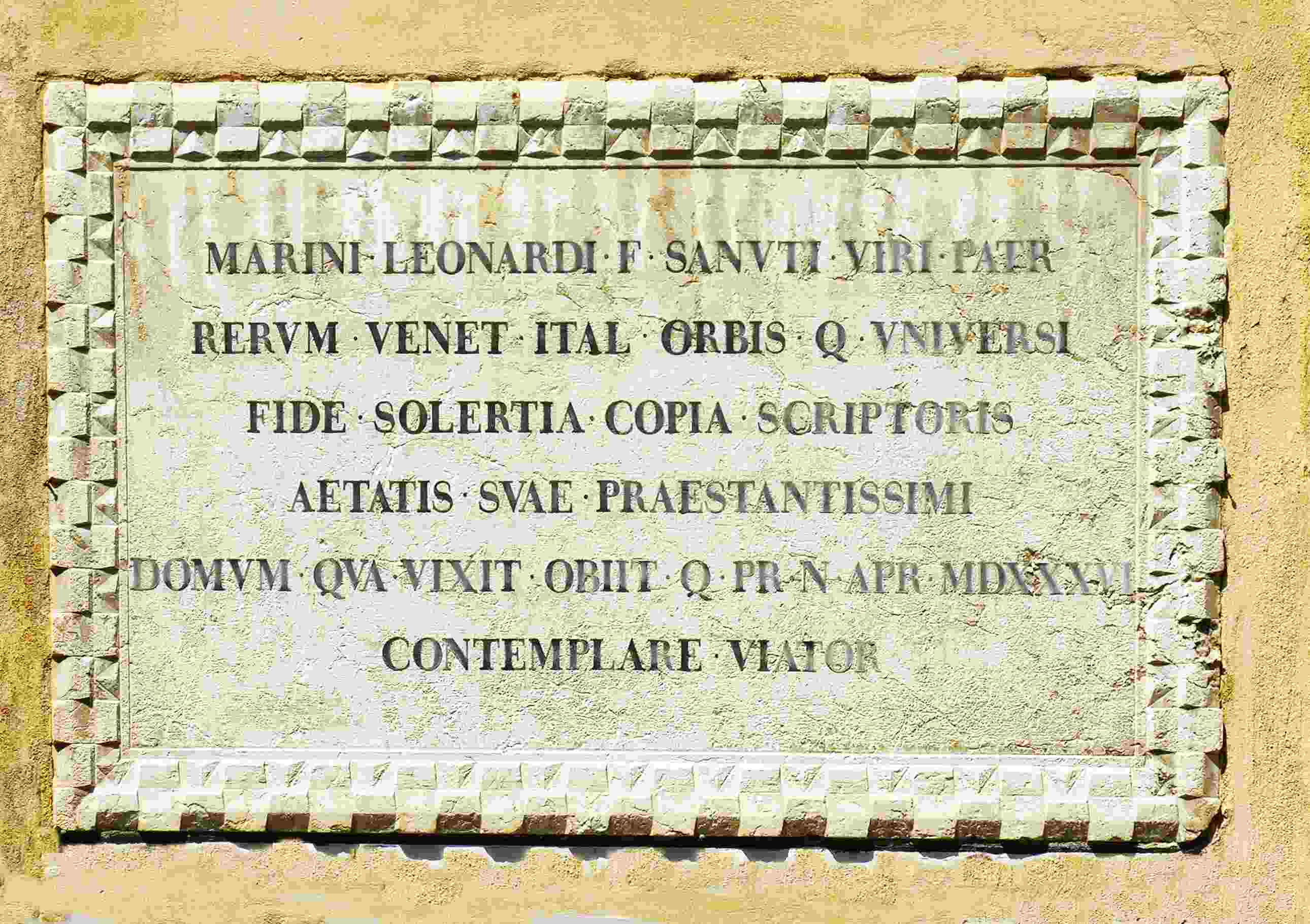
Marin Sanudo, Fondamenta del Megio 1758

Il 23 ottobre 1484 ricevette la balla d'oro, ossia l'autorizzazione a potere accedere al Maggior Consiglio.
Sposò il 15 febbraio 1505 Cecilia Priuli di Costantino, vedova di Girolamo Barbarigo di Francesco, che aveva già una figlia, Elena, maritatasi nel 1510 a Vincenzo Malipiero di Andrea. Non ebbe figli legittimi, ma due figlie naturali, delle quali non è mai stato possibile risalire alle madri.
Negli anni tra il 1510 e il 1516 fu impegnato per la repubblica in varie missioni, recuperando tasse nella varie città per finanziare le difese delle città stesse. Lo troviamo a Mestre, Treviso, Chioggia, Legnaro, Padova. In quegli anni documentò la nascente corruzione che negli anni delle guerre contro i collegati della Lega di Cambrai (1509-1516) aveva cominciato a dilagare in seguito all'uso sempre più diffuso da parte del Senato veneziano di concedere il titolo di senatore a chi avesse versato ingenti somme: contestò duramente, e contribuì ad affossare, la proposta di legge di offrire le nomine al maggior offerente.
Di sé scrisse più tardi circa la sua esperienza politica:
(Marin Sanudo nei suoi diarii)

### IDiarii

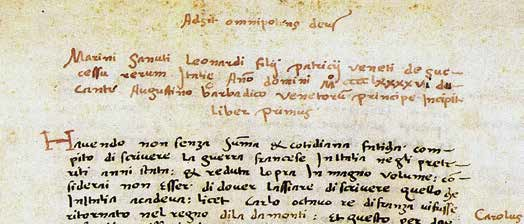
Sanudo, Diari

Nel 1516 non riuscì a essere rieletto e il suo dispiacere copre un'intera pagina del suo diario il 23 aprile di quell'anno. Si dedicò allora alla compilazione dei suoi diari e alla cura della sua biblioteca, dove egli stesso cita di avere volumi rari come le cronache di Altino, una cronaca della storia di Venezia, alcune opere di Angelo Poliziano e Publio Ovidio Nasone, anche perché amico del curatore Aldo Manuzio. È ritenuto il committente del celebre mazzo dei tarocchi Sola Busca, opera alchemico–ermetica del pittore Nicola di Maestro Antonio d'Ancona, solo parzialmente interpretata.
Altra delusione l'ebbe a causa di Andrea Navagero che, incaricato di redigere la storia di Venezia dal Senato, non lo interpellò: alla sua morte nel 1529 gli successe nell'opera Pietro Bembo. Solo nel 1531 il Senato riconobbe il lavoro di Sanudo, concedendogli un vitalizio di centocinquanta ducati d'oro all'anno. Interruppe la cronaca dei suoi diari nel settembre 1533, perché gravemente malato. Morì nel 1536.

## Principali opere

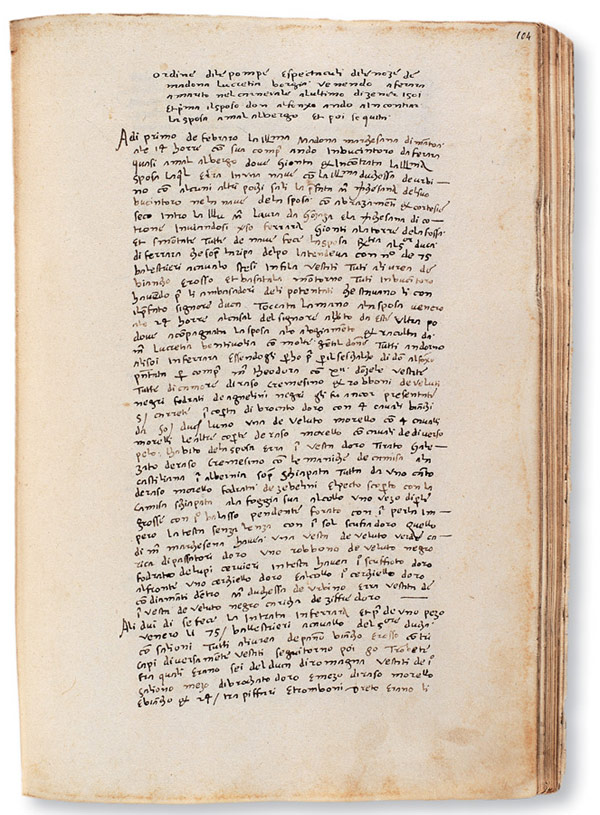
Pagine manoscritte da Marin Sanudo

L'inizio della sua attività politica coincise con uno dei momenti più produttivi del giovane autore, che compilò componimenti e resoconti quali:
- Notatorio di Collegio
- Elenco degli ordini religiosi in Venezia
- Lettera del Petrarca nuovamente ritrovata
- Descrizione della Patria del Friuli
- una raccolta di epitaffi ed epigrafi
- Dissertazione sulle Metamorfosi di Ovidio
- Vita dei Pontefici
- un saggio di traduzione del Liber Secretorum fidelium crucis del suo illustre antenato Marino Sanuto detto Torsello.

Compose poi un'altra opera di rilevanza storica, La spedizione di Carlo VIII in Italia, che Marin Sanudo sentiva come un evento contemporaneo molto importante.
Ma la sua più grande fatica fu la composizione dei Diarii, un'opera non ancora completamente studiata, composta di cinquantotto volumi. I Diarii sono una cronaca dettagliata dei fatti e degli avvenimenti susseguitisi nell'arco della sua vita, tra la fine del Quattrocento e i primi trent'anni del Cinquecento, redatta senza retorica, ma da attento cronista, descrivendo minuziosamente ciò che accadeva e i personaggi coinvolti, sia per la storia di Venezia che per le altre città di cui aveva notizia nel bacino del Mediterraneo.